# Eliud Keiring
Eliud Keiring (* 26. August 1974) ist ein kenianischer Marathonläufer.
1999 siegte er beim Prag-Marathon in 2:11:19 h, und 2000 wurde er Zweiter beim Honolulu-Marathon. 2001 stellte er als Fünfter des Prag-Marathons mit 2:11:19 seine persönliche Bestzeit auf, und im Jahr darauf wurde er Zweiter beim Pittsburgh-Marathon und gewann den Frankfurt-Marathon in 2:12:32. 2003 wurde er Zweiter beim Maratón Martín Fiz in Vitoria-Gasteiz, 2005 Dritter beim Austin-Marathon, 2007 Zweiter beim Graz-Marathon und 2008 Vierter beim Ruhrmarathon.